# 8 listopada
8 listopada jest 312. (w latach przestępnych 313.) dniem w kalendarzu gregoriańskim. Do końca roku pozostaje 53 dni.

## Święta
- Imieniny obchodzą: Bogdan, Bogodar, Bogudar, Bohdan, Bożdar, Bożydar, Godfryd, Gotfryd, Jan, Józef, Klaudiusz, Klarus, Marcin, Maur, Paweł, Sewer, Sewerian, Sędziwoj, Symforian, Symforiana, Symplicjusz, Symplicy, Wiktoryn i Wilehad
- Bośnia i Hercegowina – Dzień św. Dymitra
- Cerkiew prawosławna – Świętego Męczennika Dymitra
- Mikronezja – Święto Konstytucji
- Światowy Dzień Radiologii
- Wspomnienia i święta w Kościele katolickim[1][2] obchodzą:
  - św. Adeodat I (papież)
  - św. Godfryd z Amiens (biskup)
  - bł. Jan Duns Szkot (prezbiter)
  - święci: Klaudiusz, Nikostrat, Kastor i Symforian (męczennicy, Czterech Koronatów)
  - bł. Maria od Ukrzyżowanego Satellico (zakonnica)
  - św. Willehad (biskup Bremy)

## Wydarzenia w Polsce
- 1144 – Konsekrowano katedrę płocką.
- 1292 – Król Czech i książę krakowski Wacław II wydał przywilej lokacyjny Nowego Sącza.
- 1309 – We wsi Mochy w Wielkopolsce mieszkańcy w odwecie za złe traktowanie i wyzysk spalili miejscowy dwór. Na tle tych wydarzeń osnuta jest powieść Teodora Parnickiego Tylko Beatrycze z 1962 roku.
- 1412 – Został zawarty tzw. zastaw spiski.
- 1575 – Rozpoczął obrady Sejm elekcyjny mający wybrać następcę Henryka Walezego, który w nocy z 18 na 19 czerwca 1574 roku wyjechał do Francji po koronę francuską. Bezkrólewie skończyło się podwójną elekcją, a walkę z Maksymilianem II Habsburgiem o koronę polską wygrali Anna Jagiellonka i Stefan Batory.
- 1632 – Sejm elekcyjny wybrał na króla Władysława IV Wazę.
- 1655 – IV wojna polsko-rosyjska: po otrzymaniu okupu wojska rosyjsko-kozackie zakończyły oblężenie Lwowa.
- 1828 – Aleksander Fredro poślubił Zofię Jabłonowską.
- 1862 – W Warszawie zginął w zamachu inspektor szkolny, rusyfikator i naczelnik III Oddziału Kancelarii Osobistej Jego Cesarskiej Mości Paweł Felkner.
- 1863 – Powstanie styczniowe: oddział ppłka Jana Rudowskiego rozbroił rosyjską załogę Szydłowca.
- 1864 – Cesarz Aleksander II Romanow wydał ukaz kasacyjny na mocy którego spośród 155 klasztorów męskich z 1635 zakonnikami i 42 klasztorów żeńskich do likwidacji przeznaczono 110 klasztorów męskich i 4 żeńskie, z tego 39 za udział w powstaniu styczniowym, a 71 z powodu niewielkiej liczby zakonników (poniżej 8).
- 1906 – Organizacja Bojowa PPS pod dowództwem Józefa Mireckiego ps. „Montwiłł” dokonała na stacji w Rogowie pod Łodzią napadu na pociąg z konwojem pocztowym przewożącym pieniądze i papiery wartościowe.
- 1914 – I wojna światowa: zwycięstwem wojsk rosyjskich nad niemiecko-austro-węgierskimi zakończyła się bitwa pod Warszawą i Iwangorodem (Dęblinem).
- 1916 – I wojna światowa: okupacyjne władze niemieckie i austro-węgierskie wydały odezwę werbunkową do Polaków.
- 1918 – W Zagłębiu Dąbrowskim utworzono Rady Delegatów Robotniczych.
- 1928 – Plac Saski w Warszawie przemianowano na Plac Józefa Piłsudskiego.
- 1939 – W Zbrudzewie koło Śremu Niemcy rozstrzelali 12 osób.
- 1942 – Likwidacja getta w Piaskach; około 2 tys. Żydów zostaje wywiezionych przez Niemców do obozu zagłady w Sobiborze, nawet drugie tyle rozstrzelano na miejscowym kirkucie.
- 1958 – w Poznaniu wykonano pierwszą w Polsce hemodializę (z tego powodu od 2020 r. dzień 8 listopada obchodzony jest jako Dzień Osób Dializowanych).
- 1975 – 5 górników zginęło w wyniku tąpnięcia w KWK „Mysłowice”.
- 1981 – Odbyło się referendum lokalne w sprawie odłączenia Sławkowa od Dąbrowy Górniczej.
- 1984 – Ukazał się pierwszy numer wydawanego w tzw. drugim obiegu tygodnika „Przegląd Wiadomości Agencyjnych”.
- 1991 – Odbył się VI Kongres Bractw Kurkowych RP.
- 2006:
  - Do kraju przyleciały pierwsze dwa zakupione w USA samoloty myśliwskie F-16.
  - WIG20 po raz pierwszy w historii Giełdy Papierów Wartościowych w Warszawie przekroczył granicę 50 000 punktów.
- 2010 – W wyniku zderzenia pociągów towarowych w Białymstoku doszło do pożaru i wybuchu cystern z paliwem.
- 2011 – Odbyły się pierwsze posiedzenia Sejmu VII kadencji i Senatu VIII kadencji.
- 2016 – W warszawskiej Dolinie Szwajcarskiej odsłonięto pomnik Henryka Sławika i Józsefa Antalla seniora.

## Wydarzenia na świecie

Bitwa na Białej Górze (1620) na obrazie Pietera Snayersa

- 63 p.n.e. – Konsul rzymski Cyceron zdemaskował podczas przemówienia w senacie spisek Katyliny.
- 641 – Aleksandria została zdobyta przez wojska arabskie
- 749 – Abu al-Abbas as-Saffah został pierwszym kalifem z rodu Abbasydów.
- 960 – Zwycięstwo wojsk bizantyńskich nad siłami emiratu Aleppo w bitwie pod Andrassos.
- 1047 – Benedykt IX po raz trzeci rozpoczął sprawowanie urzędu papieskiego.
- 1226 – Ludwik IX Święty został królem Francji.
- 1414 – Zygmunt Luksemburski i Barbara Cylejska zostali koronowani w katedrze w Akwizgranie na króla i królową Niemiec.
- 1422 – Wojny husyckie: zakończyło się nieudane, półroczne oblężenie zamku Karlsztejn przez wojska husyckie pod dowództwem księcia Zygmunta Korybutowicza.
- 1462 – Arcybiskup Durrës Pal Engjëlli zapisał najstarsze zachowane do dzisiaj zdanie w języku albańskim, będące formułą chrztu.
- 1519 – Hiszpański podbój Meksyku: wódz Azteków Montezuma II spotkał się po raz pierwszy z Hernánem Cortésem i jego świtą oraz sprzymierzonymi z nimi Tlaxcallanami na grobli na południe od Tenochtitlánu.
- 1520 – Krwawa łaźnia sztokholmska: po zdobyciu Sztokholmu przez wojska króla Danii Chrystiana II Oldenburga i koronowaniu się przez niego na króla Szwecji sąd kościelny, wbrew obietnicy amnestii, skazał na karę śmierci za rzekomą herezję 82 szwedzkich magnatów.
- 1557 – Wojny z Araukanami: zwycięstwo Hiszpanów, wspomaganych przez wcielonych do swojej armii 4000 Indian, w bitwie pod Lagunillas w południowym Chile.
- 1576 – Została podpisana tzw.  Pacyfikacja Gandawska  – układ pokojowy pomiędzy północnymi (Holandia i Zelandia) i południowymi stanami Niderlandów (tzw. Liga Prowincji Niderlandzkich) w celu utworzenia koalicji antyhiszpańskiej w wojnie osiemdziesięcioletniej.
- 1602 – Na Uniwersytecie Oksfordzkim otwarto Bibliotekę Bodlejańską.
- 1620 – Wojna trzydziestoletnia: decydujące zwycięstwo wojsk habsburskich nad czeskimi w bitwie na Białej Górze.
- 1658 – II wojna północna: zwycięstwo floty holenderskiej nad szwedzką w bitwie morskiej w Sundzie.
- 1671 – Dionizy IV Muzułmanin został ekumenicznym patriarchą Konstantynopola.
- 1672 – W Kłajpedzie został ścięty pułkownik polskich wojsk koronnych, jeden z przywódców opozycji antyelektorskiej w Prusach Książęcych i rzecznik ich zespolenia z Polską Krystian Kalkstein-Stoliński, który został porwany z Polski przez agentów elektora brandenburskiego Fryderyka Wilhelma.
- 1685 – Elektor Brandenburgii Fryderyk Wilhelm I wydał edykt o udzieleniu azylu francuskim hugenotom.
- 1766 – Król Danii i Norwegii Chrystian VII Oldenburg poślubił Karolinę Matyldę Hanowerską.
- 1772 – V wojna rosyjsko-turecka: zwycięstwo floty rosyjskiej w bitwie morskiej pod Patras.
- 1793 – Otwarto muzeum w paryskim Luwrze.
- 1798 – John Fearn odkrył wyspę Nauru na Pacyfiku.
- 1830 – Ferdynand II Burbon został królem Obojga Sycylii.
- 1853 – Brytyjski astronom John Russell Hind odkrył planetoidę (27) Euterpe.
- 1860:
  - Filip Hristić został premierem Serbii.
  - Książę Czarnogóry Mikołaj I Petrowić-Niegosz ożenił się z Mileną Vukotić.
  - Poświęcono nową cerkiew św. Spirydona w Bukareszcie.
- 1861 – Wojna secesyjna: miał miejsce tzw. incydent Trent.
- 1887 – Amerykański przemysłowiec i wynalazca pochodzenia niemiecko-żydowskiego Emil Berliner opatentował gramofon.
- 1889 – Montana jako 41. stan dołączyła do Unii.
- 1890 – Zawarto konkordat między Ekwadorem a Stolicą Apostolską.
- 1892:
  - Anarchista Émile Henry dokonał zamachu bombowego na jeden z komisariatów policji w Paryżu, zabijając 5 osób.
  - Były prezydent USA Grover Cleveland pokonał w wyborach sprawującego urząd Benjamina Harrisona.
  - Wykonano ostatni wyrok śmierci w Danii.
- 1895 – Wilhelm Röntgen rozpoczął obserwację promieniowania rentgenowskiego (promieni X).
- 1898:
  - Aritomo Yamagata po raz drugi został premierem Japonii.
  - Francuski astronom Auguste Charlois odkrył planetoidę (438) Zeuxo.
- 1900 – Zwodowano japoński pancernik „Mikasa”.
- 1904 – Urzędujący prezydent USA Theodore Roosevelt został wybrany na drugą kadencję.
- 1908 – Francuski kierowca Victor Hémery w samochodzie Blitzen Benz na brytyjskim torze wyścigowym Brooklands po raz pierwszy w historii przekroczył prędkość 200 km/h.
- 1910 – 76 górników zginęło w wyniku eksplozji metanu w kopalni węgla kamiennego w Delagua w amerykańskim stanie Kolorado.
- 1912 – I wojna bałkańska: wojska greckie zdobyły Saloniki.
- 1913 – Zwodowano amerykański niszczyciel USS „Downes”.
- 1915:
  - I wojna światowa: włoski statek pasażerski SS „Ancona” został zatopiony u wybrzeży Tunezji przez niemiecki okręt podwodny SM U-38, w wyniku czego zginęło ok. 200 osób.
  - Założono miasto San Miguel de Sema w Kolumbii.
- 1917 – Rewolucja październikowa: władzę w Rosji przejęła Rada Komisarzy Ludowych z Włodzimierzem Leninem na czele. Lew Trocki został ministrem spraw zagranicznych, a Józef Stalin komisarzem do spraw narodowości.
- 1918 – Józef Piłsudski i Kazimierz Sosnkowski zostali zwolnieni z twierdzy w Magdeburgu.
- 1919 – W Piotrogrodzie została założona Wojskowa Akademia Łączności im. marszałka Związku Radzieckiego S.M. Budionnego (jako Wyższa Wojskowa Szkoła Elektrotechniczna Korpusu Dowódczego RChACz).
- 1923 – Adolf Hitler i Erich Ludendorff rozpoczęli pucz monachijski.
- 1926 – W Nikozji na Cyprze założono klub piłkarski APOEL FC.
- 1930 – Nuncjusz apostolski w Polsce Francesco Marmaggi został przyjęty na prywatnej audiencji przez papieża Piusa XI.
- 1931 – Hans-Thilo Schmidt przekazał Francuzom dokumentację wojskowej wersji Enigmy.
- 1932 – Franklin Delano Roosevelt wygrał wybory prezydenckie w USA.
- 1933 – W Kabulu król Afganistanu Mohammad Nader Szah został zastrzelony przez gimnazjalistę. Nowym królem został jego syn Mohammad Zaher Szah.
- 1934 – Pierre-Étienne Flandin został premierem Francji.
- 1935 – Premiera filmu przygodowego Bunt na Bounty w reżyserii Franka Lloyda.
- 1936 – Hiszpańska wojna domowa: republikanie rozstrzelali w miejscowości Paracuellos de Jarama 2800-5000 więźniów ewakuowanych z Madrytu.
- 1939 – W Piwnicy Mieszczańskiej w Monachium miał miejsce nieudany zamach bombowy na Adolfa Hitlera, przygotowany przez stolarza Georga Elsera.
- 1940:
  - Premiera filmu przygodowego Znak Zorro w reżyserii Roubena Mamouliana.
  - Wojna grecko-włoska: zwycięstwo wojsk greckich w bitwie o Elaia-Kalamas.
  - W Schönteichen (obecnie dzielnica miasta Kamenz w Saksonii) w katastrofie należącego do Lufthansy, lecącego z Berlina do Budapesztu, samolotu Junkers Ju 90 zginęło wszystkich 29 osób na pokładzie.
- 1941:
  - Atak Niemiec na ZSRR: wojska niemieckie zajęły miasto Tichwin pod Leningradem.
  - Rozpoczęła się likwidacja getta w Dyneburgu na Łotwie.
  - Założono Komunistyczną Partię Albanii.
- 1942 – II wojna światowa w Afryce: siły brytyjsko-amerykańskie w ramach operacji „Torch” wylądowały w Maroku i Algierii.
- 1944 – Front zachodni: zwycięstwo wojsk alianckich w bitwie o Skaldę.
- 1946 – Delegacja katolików białoruskich spotkała się z papieżem Piusem XII.
- 1947 – Został obalony premier Tajlandii kontradmirał Thawan Thamrongnawasawat.
- 1948 – 8 osób (w tym 6 zawodników reprezentacji Czechosłowacji hokeju na lodzie) zginęło w katastrofie lotniczej nad kanałem La Manche.
- 1949:
  - Francja przyznała autonomię Kambodży.
  - Otilio Ulate Blanco został prezydentem Kostaryki.
  - Premiera amerykańskiego dramatu filmowego Gubernator w reżyserii Roberta Rossena.
- 1950 – Wojna koreańska: w pierwszym w historii pojedynku między myśliwcami odrzutowymi porucznik Russell J. Brown z US Air Force pilotując Lockheeda F-80 zestrzelił 2 północnokoreańskie MiGi-15.
- 1956 – Została odkryta Kometa Arenda-Rolanda, jedna z najjaśniejszych w XX wieku.
- 1960:
  - Argentynka Norma Gladys Cappagli zdobyła w Londynie tytuł Miss World.
  - John F. Kennedy wygrał wybory prezydenckie w USA.
- 1961 – 77 osób zginęło, a 2 zostały ranne w katastrofie należącego do Imperial Airlines samolotu Lockheed Constellation w Richmond w amerykańskim stanie Wirginia.
- 1962:
  - Kanadyjski bramkarz Chicago Blackhawks Glenn Hall musiał z powodu kontuzji opuścić lodowisko, kończąc rekordową w historii NHL serię 502 rozegranych meczów bez zmiany.
  - Premiera filmu przygodowego Bunt na Bounty w reżyserii Lewisa Milestone’a.
- 1963 – Jeorjos Papandreu został po raz drugi premierem Grecji.
- 1965:
  - 58 osób zginęło, a 4 zostały ranne w katastrofie należącego do American Airlines Boeinga 727 na lotnisku w Cincinnati w stanie Ohio.
  - Utworzono Brytyjskie Terytorium Oceanu Indyjskiego.
  - W Wielkiej Brytanii zniesiono karę śmierci.
- 1968 – Przyjęto Konwencję wiedeńską o ruchu drogowym oraz Konwencję wiedeńską o znakach i sygnałach drogowych.
- 1971 – Ukazał się album Led Zeppelin IV brytyjskiej grupy Led Zeppelin z niewydanym nigdy na singlu utworem Stairway to Heaven.
- 1972 – Wystartowała amerykańska sieć płatnych kanałów telewizyjnych HBO.
- 1973 – Zawarto porozumienie kończące brytyjsko-islandzką tzw. drugą wojnę dorszową.
- 1974 – Ukazał się album Sheer Heart Attack brytyjskiej grupy Queen.
- 1977 – Archeolog Manolis Andronikos odkrył w miejscowości Wergina w północno-wschodniej Grecji grobowiec Filipa II Macedońskiego.
- 1982 – Ponad 90% głosujących w referendum obywateli Turcji opowiedziało się za przyjęciem nowej konstytucji i tym samym zgodziło się na przedłużenie o kolejne 7 lat sprawowania władzy prezydenckiej przez szefa rządu wojskowego Kenana Evrena.
- 1983 – 130 osób zginęło w katastrofie należącego do TAAG Angola Airlines Boeinga 737-200 w Angoli.
- 1987 – Podczas obchodów brytyjskiego Dnia Pamięci w Enniskillen (Irlandia Północna) wybuch bomby podłożonej przez IRA zabił 11 osób.
- 1988 – George H.W. Bush wygrał wybory prezydenckie w USA.
- 1989 – W Jordanii przeprowadzono pierwsze od 1967 roku wybory parlamentarne.
- 1991 – Filip Dimitrow został premierem Bułgarii.
- 1996 – Premiera thrillera Okup w reżyserii Rona Howarda.
- 1999:
  - Premiera filmu sensacyjnego Świat to za mało w reżyserii Michaela Apteda.
  - Senegalczyk Lamine Diack został wybrany na przewodniczącego Międzynarodowego Stowarzyszenia Federacji Lekkoatletycznych (IAAF).
- 2000 – W Tokio została aresztowana przywódczyni organizacji terrorystycznej Japońska Czerwona Armia Fusako Shigenobu.
- 2001 – W Wietnamie utworzono Park Narodowy Pù Mát.
- 2003 – 17 osób zginęło, a ponad 120 zostało rannych w zamachu bombowym w dzielnicy zamieszkanej przez zagranicznych pracowników w stolicy Arabii Saudyjskiej Rijadzie.
- 2005:
  - Ellen Johnson-Sirleaf zwyciężyła w II turze wyborów prezydenckich w Liberii.
  - W Australii policja zatrzymała 16 osób oskarżonych o przygotowywanie ataku terrorystycznego. Znaleziono broń i środki chemiczne służące do produkcji bomb podobnych do tych, które zostały użyte w zamachach w Londynie w lipcu 2005 roku.
- 2006 – 42 żołnierzy zginęło, a 20 zostało rannych w zamachu bombowym przeprowadzonym przez ekstremistów islamskich w Dargai na północy Pakistanu.
- 2011 – Została oddana do użytku pierwsza nitka Gazociągu Północnego.
- 2013 – Tajfun Haiyan uderzył w Filipiny.
- 2016 – Donald Trump wygrał wybory prezydenckie w USA.
- 2019 – Aristides Gomes został po raz trzeci premierem Gwinei Bissau.
- 2020 – Luis Arce został prezydentem Boliwii.
- 2021 – Sąd Najwyższy zdelegalizował Towarzystwo Języka Białoruskiego im. Franciszka Skaryny.

## Zdarzenia astronomiczne ieksploracja kosmosu
- 1968 – NASA wystrzeliła sondę kosmiczną Pioneer 9.
- 1984 – Rozpoczęła się misja STS-51-A wahadłowca Discovery.
- 2004 – Z Kosmodromu Plesieck wystrzelono pierwszą rakietę nośną Sojuz 2.
- 2006 – Przejście Merkurego na tle tarczy Słońca.
- 2008 – Indyjska sonda Chandrayaan-1 weszła na orbitę Księżyca.
- 2011 – Planetoida (308635) 2005 YU55 o średnicy 400 metrów minęła Ziemię w odległości 325 tys. km.

## Urodzili się
- 30 – Nerwa, cesarz rzymski (zm. 98)
- 1001 – Al-Ka’im, dwudziesty szósty kalif dynastii Abbasydów
- 1050 – Światopełk II Michał, książę połocki, nowogrodzki, turowski, wielki książę kijowski (zm. 113)
- 1491 – Teofilo Folengo, włoski poeta (zm. 1544)
- 1543 – Letycja Knollys, angielska arystokratka (zm. 1634)
- 1559 – Salomon Gesner, niemiecki teolog luterański (zm. 1605)
- 1563 – Henryk II Dobry, książę Lotaryngii i Baru (zm. 1624)
- 1572 – Jan Zygmunt Hohenzollern, margrabia-elektor Brandenburgii, książę pruski (zm. 1620)
- 1578 – Jacek Orfanell Prades, hiszpański dominikanin, misjonarz, męczennik, błogosławiony (zm. 1622)
- 1592 – Domenico Mazzocchi, włoski kompozytor (zm. 1665)
- 1610 – Pietro Vidoni, włoski kardynał (zm. 1681)
- 1622 – Karol X Gustaw, król Szwecji (zm. 1660)
- 1656 – Edmond Halley, angielski astronom, matematyk (zm. 1742)
- 1669 – Matteo Bonechi, włoski malarz (zm. 1756)
- 1671 – Frederik Rostgaard, duński polityk (zm. 1745)
- 1676 – Ludwika Benedykta de Bourbon-Condé, księżniczka Condé i Enghien, księżna Maine (zm. 1753)
- 1698 – Alberico Archinto, włoski kardynał (zm. 1758)
- 1710 – Sarah Fielding, angielska pisarka (zm. 1768)
- 1715 – Elżbieta Krystyna Braunschweig-Wolfenbüttel-Bevern, królowa Prus (zm. 1797)
- 1718 – Joseph Aloys Schmittbaur, niemiecki kompozytor (zm. 1809)
- 1725 – Johann George Tromlitz, niemiecki kompozytor, muzyk (zm. 1805)
- 1732 – John Dickinson, amerykański polityk (zm. 1808)
- 1735 – George Plater, amerykański prawnik, polityk (zm. 1792)
- 1739 – Henrik Gabriel Porthan, fiński historyk, działacz kulturalny, badacz literatury ludowej (zm. 1804)
- 1760 – Asensio Julià, hiszpański malarz (zm. 1832)
- 1761 – Akiwa Eger, rabin, uczony, talmudysta (zm. 1837)
- 1768 – Augusta Zofia, księżniczka hanowerska i brytyjska (zm. 1840)
- 1772 – William Wirt, amerykański polityk (zm. 1834)
- 1777 – Dezyderia Clary-Bernadotte, królowa Szwecji (zm. 1860)
- 1781 – Karol Godula, górnośląski przedsiębiorca (zm. 1848)
- 1784 – Teodor Narbutt, polski inżynier wojskowy, bibliofil, historyk (zm. 1864)
- 1791 – Tadeusz Bocheński Lannsdorf, polski ziemianin, oficer (zm. 1849)
- 1801 – Julius August Schönborn, niemiecki archeolog, orientalista, filolog klasyczny (zm. 1857)
- 1806 – John Woodland Crisfield, amerykański polityk (zm. 1897)
- 1810:
  - Pierre Bosquet, francuski generał (zm. 1861)
  - Bernhard von Langenbeck, niemiecki chirurg (zm. 1887)
- 1818 – Marco Minghetti, włoski polityk, premier Włoch (zm. 1886)
- 1825 – Ludwig Carl Christian Koch, niemiecki entomolog, arachnolog (zm. 1908)
- 1830 – Oliver Howard, amerykański generał major (zm. 1909)
- 1831:
  - Robert Bulwer-Lytton, brytyjski arystokrata, dyplomata, administrator kolonialny (zm. 1891)
  - Carl Johann Christian Zimmermann, niemiecki architekt, urbanista, urzędnik (zm. 1911)
- 1832 – Alexandre Guéniot, francuski chirurg, ginekolog (zm. 1935)
- 1833 – Alice Bunker Stockham, amerykańska ginekolog (zm. 1912)
- 1835 – Gotfryd Ossowski, polski archeolog, muzealnik (zm. 1897)
- 1837:
  - Ilia Czawczawadze, gruziński poeta, prozaik, działacz społeczny (zm. 1907)
  - Franciszek Kindermann, polski przedsiębiorca pochodzenia niemieckiego (zm. 1915)
- 1838 – Feliks Nawrocki, polski fizjolog (zm. 1902)
- 1841 – Stanisław Kramsztyk, polski fizyk, matematyk, przyrodnik, pedagog, popularyzator nauki, encyklopedysta pochodzenia żydowskiego (zm. 1906)
- 1843:
  - Moritz Pasch, niemiecki matematyk, wykładowca akademicki pochodzenia żydowskiego (zm. 1930)
  - Filip Sulimierski, polski matematyk, geograf, wykładowca akademicki, wydawca (zm. 1885)
- 1844 – Wincenty Kraiński, polski ziemianin, prawnik, polityk (zm. 1924)
- 1846 – William Robertson Smith, szkocki filolog, archeolog (zm. 1894)
- 1847:
  - Jean Casimir-Perier, francuski polityk, prezydent Francji (zm. 1907)
  - Aleksander Rembowski, polski prawnik, historyk (zm. 1906)
  - Bram Stoker, irlandzki pisarz (zm. 1912)
- 1848 – Gottlob Frege, niemiecki matematyk, filozof, logik, wykładowca akademicki (zm. 1925)
- 1852:
  - Grigorij Lewicki, rosyjski astronom, wykładowca akademicki (zm. 1917)
  - Lin Shu, chiński prozaik, poeta, malarz (zm. 1924)
- 1854 – Johannes Rydberg, szwedzki fizyk, wykładowca akademicki (zm. 1919)
- 1855:
  - Nikolaos Triandafilakos, grecki polityk, premier Grecji (zm. 1939)
  - John Newton Williamson, amerykański polityk (zm. 1943)
- 1856 – Selma Gräfin von der Gröben, niemiecka arystokratka, filantropka (zm. 1938)
- 1857 – Alexandru C. Cuza, rumuński ekonomista, prawnik, polityk (zm. 1947)
- 1858 – Tadeusz Wróblewski, polski prawnik, adwokat, polityk, bibliofil (zm. 1925)
- 1859 – Paul-Eugène Roy, kanadyjski duchowny katolicki, arcybiskup Quebecu i prymas Kanady (zm. 1926)
- 1861 – Max Schönfeldt, łotewski psychiatra, neurolog, działacz syjonistyczny pochodzenia żydowskiego (zm. 1912)
- 1862:
  - Mieczysław Józef Biernacki, polski lekarz, działacz społeczny, publicysta, polityk (zm. 1948)
  - Andrés Héctor Carvallo, paragwajski polityk, prezydent Paragwaju (zm. 1934)
- 1863:
  - Eero Järnefelt, fiński malarz (zm. 1937)
  - René Viviani, francuski polityk, premier Francji (zm. 1925)
- 1866 – Herbert Austin, brytyjski pionier motoryzacji (zm. 1941)
- 1867 – Anna Eugenia Picco, włoska zakonnica, błogosławiona (zm. 1921)
- 1868:
  - Felix Hausdorff, niemiecki matematyk, wykładowca akademicki (zm. 1942)
  - Arthur Lee, brytyjski arystokrata, wojskowy, polityk, dyplomata (zm. 1947)
- 1869 – Joseph Franklin Rutherford, amerykański prawnik, kaznodzieja, prezes Towarzystwa Biblijnego i Traktatowego-Strażnica Świadków Jehowy (zm. 1942)
- 1875:
  - Petyr Midilew, bułgarski generał major, polityk (zm. 1939)
  - Henri Weewauters, belgijski żeglarz sportowy (zm. ?)
- 1876:
  - Stiepan Erzia, rosyjski rzeźbiarz (zm. 1959)
  - Jan Rostworowski, polski jezuita, pisarz (zm. 1963)
- 1878:
  - Charles Arentz, norweski żeglarz sportowy (zm. 1939)
  - Dorothea Minola Bate, brytyjska paleontolog (zm. 1951)
  - Andrzej Witos, polski polityk, działacz ruchu ludowego, wiceprzewodniczący PKWN (zm. 1973)
- 1883 – Arnold Bax, brytyjski kompozytor (zm. 1953)
- 1884:
  - Hermann Rorschach, szwajcarski psychiatra, psychoanalityk (zm. 1922)
  - Marian Szydłowski, polski inżynier górnictwa, polityk (zm. 1939)
- 1885:
  - Eva Morris, brytyjska superstulatka (zm. 2000)
  - Oskar Ritter von Niedermayer, niemiecki generał major, dyplomata, naukowiec, podróżnik, pisarz, publicysta (zm. 1948)
  - Marcin Rożek, polski rzeźbiarz, malarz (zm. 1944)
- 1888 – Borys (Razumow), bułgarski biskup prawosławny (zm. 1948)
- 1890 – Zdzisław Arentowicz, polski poeta, publicysta, działacz kulturalny (zm. 1956)
- 1891 – Mychajło Pohotowko, ukraiński podpułkownik (zm. 1944)
- 1892:
  - Šimon Drgáč, czeski generał (zm. 1980)
  - Teodor Piotrowski, polski polityk, działacz spółdzielczy, członek PKWN (zm. 1975)
- 1893:
  - Lennart Hannelius, fiński strzelec sportowy (zm. 1950)
  - Rama VII, król Tajlandii (zm. 1941)
- 1894 – Stefan Kwiatkowski, polski komandor podporucznik (zm. 1939)
- 1895 – Feliks Wójcik, polski podpułkownik dyplomowany piechoty (zm. 1939)
- 1896 – Bucky Harris, amerykański baseballista, menedżer (zm. 1977)
- 1897:
  - William Melville Alexander, kanadyjski pilot wojskowy, as myśliwski (zm. 1988)
  - Dorothy Day, amerykańska dziennikarka, działaczka społeczna, pacyfistka, Służebnica Boża (zm. 1980)
  - Stanisław Nogaj, polski dziennikarz, pisarz (zm. 1971)
- 1898:
  - Hallvard Devold, norweski traper, podróżnik, meteorolog (zm. 1957)
  - Marie Prevost, kanadyjska aktorka (zm. 1937)
- 1899 – Jerzy Mieczysław Rytard, polski pisarz (zm. 1970)
- 1900:
  - József Eisenhoffer, węgierski piłkarz, trener (zm. 1945)
  - Dmitrij Fomin, radziecki polityk (zm. 1986)
  - Margaret Mitchell, amerykańska pisarka (zm. 1949)
- 1901:
  - Gheorghe Gheorghiu-Dej, rumuński polityk, sekretarz generalny Rumuńskiej Partii Robotniczej, przewodniczący Rady Państwa i premier Rumunii (zm. 1965)
  - Xu Xiangqian, chiński dowódca wojskowy, marszałek (zm. 1990)
- 1902:
  - Andriej Kursanow, rosyjski fizjolog, biochemik (zm. 1999)
  - Hans Schönrath, niemiecki bokser (zm. 1945)
  - A.J.M. Smith, kanadyjski poeta (zm. 1980)
- 1903:
  - Walerij Druzin, radziecki literaturoznawca, polityk (zm. 1980)
  - Leonia Nastał, polska zakonnica, mistyczka, pisarka religijna, czcigodna Służebnica Boża (zm. 1940)
  - Mieczysław Szymański, polski malarz, rysownik (zm. 1990)
- 1904:
  - Cedric Belfrage, brytyjski krytyk filmowy, dziennikarz, pisarz, polityk (zm. 1990)
  - Dmitrij Malkow, radziecki generał porucznik (zm. 1990)
- 1905:
  - Marco Aurelio Robles Méndez, panamski polityk, prezydent Panamy (zm. 1990)
  - Jan Szwejda, polski urzędnik skarbowy, porucznik (zm. 1941)
- 1906:
  - Albert Bachmann, szwajcarski gimnastyk (zm. 1990)
  - Wincenty Kasprzycki, polski rzeźbiarz, medalier (zm. 1965)
  - Kuźma Podgorbunski, radziecki polityk (zm. 1988)
- 1907:
  - Herman Looman, holenderski żeglarz sportowy (zm. 1989)
  - Augustyn Suski, polski działacz ludowy, poeta, publicysta, pedagog (zm. 1942)
- 1909:
  - Józef Charyton, polski malarz, działacz społeczny (zm. 1975)
  - Shabban Shahab-ud-Din, indyjski hokeista na trawie (zm. 1983)
  - Dragomir Tošić, jugosłowiański piłkarz (zm. 1985)
- 1910:
  - Allan Carlsson, szwedzki bokser (zm. 1983)
  - Austin Clapp, amerykański pływak, piłkarz wodny (zm. 1971)
  - Antoni Jaksztas, polski aktor, artysta estradowy, autor tekstów (zm. 1993)
  - Teodor Peterek, polski piłkarz (zm. 1969)
- 1911:
  - Alec Herd, szkocki piłkarz (zm. 1982)
  - Imre Rajczy, węgierski szablista (zm. 1978)
  - Arend Schoemaker, holenderski piłkarz (zm. 1982)
- 1912:
  - June Havoc, amerykańska aktorka (zm. 2010)
  - Eugeniusz Markowski, polski malarz, scenograf, pedagog, dyplomata (zm. 2007)
- 1913:
  - Florian Adrian, polski kapitan lotnictwa, żołnierz AK, cichociemny (zm. 1944)
  - Lou Ambers, amerykański bokser pochodzenia włoskiego (zm. 1995)
  - Rudolf Harbig, niemiecki lekkoatleta, średniodystansowiec, żołnierz (zm. 1944)
- 1914:
  - George Dantzig, amerykański matematyk (zm. 2005)
  - Norman Lloyd, amerykański aktor, reżyser i producent filmowy i telewizyjny (zm. 2021)
- 1915:
  - Gustav Fischer, szwajcarski jeździec sportowy (zm. 1990)
  - Richard Edmonds Luyt, brytyjski dyplomata (zm. 1994)
- 1916 – Peter Weiss, niemiecki dramaturg (zm. 1982)
- 1917:
  - Bronisław Koniuszy, polski rzeźbiarz (zm. 1986)
  - Tadeusz Nowakowski, polski pisarz (zm. 1996)
  - Jewdokija Nikulina, radziecka pilotka wojskowa (zm. 1993)
  - Zdeněk Škarvada, czeski generał lotnictwa (zm. 2013)
- 1918:
  - Kazuo Sakamaki, japoński podporucznik (zm. 1999)
  - Hermann Zapf, niemiecki projektant czcionek, nauczyciel typografii, kaligraf, introligator (zm. 2015)
- 1919:
  - Władysław Pietrzak, polski działacz sportów motorowych (zm. 2008)
  - Michaił Woropajew, radziecki polityk (zm. 2009)
- 1920:
  - Eugênio de Araújo Sales, brazylijski duchowny katolicki, arcybiskup Rio de Janeiro i prymas Brazylii, kardynał (zm. 2012)
  - Richard Tom, amerykański sztangista pochodzenia chińskiego (zm. 2007)
- 1921:
  - Krystyna Ciechomska, polska aktorka (zm. 2012)
  - Barbara Drapińska, polska aktorka (zm. 2000)
  - Adam Krasiński, polski podporucznik kawalerii, żołnierz AK, cichociemny (zm. 1945)
  - Walter Mirisch, amerykański producent filmowy (zm. 2023)
  - Jurij Modin, radziecki oficer wywiadu (zm. 2007)
  - Gene Saks, amerykański aktor, reżyser filmowy i teatralny pochodzenia żydowskiego (zm. 2015)
  - Lenni Viitala, fiński zapaśnik (zm. 1966)
- 1922:
  - Conrad Ahlers, niemiecki dziennikarz, polityk (zm. 1980)
  - Christiaan Barnard, południowoafrykański kardiochirurg (zm. 2001)
- 1923:
  - Józef Hen, polski prozaik, dramaturg, publicysta, reportażysta, scenarzysta filmowy pochodzenia żydowskiego
  - Jack Kilby, amerykański inżynier, wynalazca, laureat Nagrody Nobla (zm. 2005)
  - Henryk Książek, polski chorąży, uczestnik podziemia antykomunistycznego (zm. 1946)
  - Ryszard Matejewski, polski generał brygady, polityk, wiceminister spraw wewnętrznych (zm. 2021)
  - Jerzy Woźniak, polski pułkownik, lekarz, więzień polityczny, urzędnik państwowy (zm. 2012)
- 1924:
  - Johnny Bower, kanadyjski hokeista (zm. 2017)
  - Dmitrij Jazow, rosyjski dowódca wojskowy, marszałek ZSRR, polityk (zm. 2020)
  - Radovan Vlajković, jugosłowiański polityk, prezydent Jugosławii (zm. 2001)
- 1925:
  - Asunción Balaguer, hiszpańska aktorka (zm. 2019)
  - Jerzy Gryniakow, polski duchowny Kościoła Ewangelicko-Augsburskiego w RP, teolog, historyk (zm. 1992)
- 1926:
  - Bogdan Baer, polski aktor, reżyser teatralny (zm. 2002)
  - Halina Dunajska, polska aktorka (zm. 2015)
  - Josef Koukl, czeski duchowny katolicki, biskup litomierzycki (zm. 2010)
  - John Louis Mansi, brytyjski aktor (zm. 2010)
  - Dymitr Szatyłowicz, białoruski poeta, tłumacz (zm. 2020)
- 1927:
  - Lal Krishna Advani, indyjski polityk
  - Nguyễn Khánh, wietnamski polityk, prezydent i premier Wietnamu Południowego (zm. 2013)
  - Jerzy Stanisław Kmieciński, polski archeolog (zm. 2022)
  - Jerzy Krasicki, polski aktor, pisarz (zm. 2004)
  - Patti Page, amerykańska piosenkarka (zm. 2013)
- 1928:
  - Natalie Zemon Davis, amerykańska historyk (zm. 2023)
  - Giovanni Franzoni, włoski działacz katolicki (zm. 2017)
- 1929:
  - Anna Cienciała, polska historyk (zm. 2014)
  - Jan Młodożeniec, polski malarz, grafik, plakacista (zm. 2000)
  - Jona Senilagakali, fidżyjski polityk, premier Fidżi (zm. 2011)
- 1930:
  - Jerzy Brzostek, polski polityk, minister budownictwa i przemysłu materiałów budowlanych
  - Suat Mamat, turecki piłkarz, trener (zm. 2016)
  - Lucjan Szołajski, polski lektor (zm. 2013)
- 1931:
  - Jan Doroszewski, polski lekarz i biofizyk, nauczyciel akademicki, profesor nauk medycznych (zm. 2019)
  - Eugeniusz Kamiński, polski aktor (zm. 2018)
  - Jim Redman, zimbabwejski kierowca motocyklowy pochodzenia brytyjskiego
  - Morley Safer, kanadyjski dziennikarz (zm. 2016)
  - Jerzy Śmielkiewicz, polski konstruktor lotniczy, szybownik, pilot doświadczalny (zm. 2016)
  - Paolo Taviani, włoski reżyser i scenarzysta filmowy (zm. 2024)
- 1932:
  - Stéphane Audran, francuska aktorka (zm. 2018)
  - Ben Bova, amerykański pisarz science fiction (zm. 2020)
- 1933:
  - Peter Arundell, brytyjski kierowca wyścigowy (zm. 2009)
  - Ryszard Kincel, polski prozaik, publicysta, tłumacz (zm. 2004)
  - Enea Masiero, włoski piłkarz, trener (zm. 2009)
- 1934:
  - Hans Antonsson, szwedzki zapaśnik (zm. 2021)
  - Lothar Milde, niemiecki lekkoatleta, dyskobol
  - Eladio Rojas, chilijski piłkarz (zm. 1991)
  - Jerzy S. Sito, polski prozaik, poeta, tłumacz (zm. 2011)
- 1935:
  - Alain Delon, francuski aktor, reżyser, scenarzysta i producent filmowy (zm. 2024)
  - Peer Hultberg, duński slawista, pisarz, psychoanalityk (zm. 2007)
  - Alfonso López Trujillo, kolumbijski duchowny katolicki, arcybiskup Medellín, kardynał (zm. 2008)
- 1936:
  - Jane Aamund, duńska pisarka, dziennikarka (zm. 2019)
  - Edward Gibson, amerykański inżynier, astronauta
  - Zbigniew Kalemba, polski pianista, dyrygent, kompozytor, pedagog (zm. 2015)
  - Stanisław Nowak, polski neurolog, epileptolog, wykładowca akademicki, poeta (zm. 2007)
- 1937:
  - Peter Brabrook, angielski piłkarz (zm. 2016)
  - Virgilijus Čepaitis, litewski wydawca, tłumacz, polityk
  - Roberto Fernando, brazylijski piłkarz (zm. 2021)
  - Jan Kociniak, polski aktor (zm. 2007)
  - Milan Linzer, austriacki prawnik, polityk, eurodeputowany (zm. 2019)
  - Nilo Zandanel, włoski skoczek narciarski (zm. 2015)
- 1938:
  - Murtala Mohammed, nigeryjski generał, polityk, szef Federalnego Rządu Wojskowego Nigerii (zm. 1976)
  - Beniamin (Puszkar), rosyjski biskup prawosławny
  - Satch Sanders, amerykański koszykarz, trener
- 1939:
  - Henning Christophersen, duński ekonomista, polityk, minister spraw zagranicznych i minister zdrowia (zm. 2016)
  - Klemens Ścierski, polski inżynier energetyk, polityk, minister przemysłu i handlu, poseł na Sejm i senator RP (zm. 2018)
- 1940:
  - Abdul Chaer, indonezyjski językoznawca, wykładowca akademicki (zm. 2022)
  - Charles Kowal, amerykański astronom amator pochodzenia polskiego (zm. 2011)
  - Asja Łamtiugina, polska aktorka pochodzenia rosyjskiego (zm. 2023)
  - Michael Smith, irlandzki rolnik, polityk
  - Silvester Takač, serbski piłkarz, trener
  - Jan (Zakellariu), grecki biskup prawosławny
- 1941:
  - Julian Antonisz, polski artysta plastyk, scenarzysta i twórca eksperymentalnych filmów animowanych, kompozytor, wynalazca (zm. 1987)
  - Alfred Bielewicz, polski lekarz, polityk, poseł na Sejm kontraktowy
  - Daniel Bohan, kanadyjski duchowny katolicki, arcybiskup Reginy (zm. 2016)
  - Krzysztof Brożek, polski lekarz, badacz historii medycyny
- 1942:
  - Kurt Gloor, szwajcarski reżyser, scenarzysta i producent filmowy (zm. 1997)
  - Sandro Mazzola, włoski piłkarz
  - Włodzimierz Zientarski, polski dziennikarz motoryzacyjny, operator telewizyjny
- 1943:
  - Peter Cook, australijski polityk (zm. 2005)
  - Luciano Dalla Bona, włoski kolarz szosowy
  - John Hunter, nowozelandzki wioślarz
  - Stanisław Lorenc, polski geolog (zm. 2020)
  - Martin Peters, angielski piłkarz (zm. 2019)
- 1944 – Kevin Trenberth, amerykański fizyk atmosfery pochodzenia nowozelandzkiego
- 1945:
  - Abdelaziz Belkhadem, algierski polityk, premier Algierii
  - Sergio Gualberti, włoski duchowny katolicki, arcybiskup Santa Cruz w Boliwii
  - Dennis Moore, amerykański polityk (zm. 2021)
  - Vincent Nichols, brytyjski duchowny katolicki, arcybiskup Westminster, prymas Anglii i Walii, kardynał
  - Angela Scoular, brytyjska aktorka (zm. 2011)
- 1946:
  - Ewa Danuta Białek, polska immunolog
  - Guus Hiddink, holenderski piłkarz, trener
  - Stanislav Karasi, serbski piłkarz, trener
  - Peter Maiwald, niemiecki poeta (zm. 2008)
  - Yvon Neptune, haitański polityk, premier Haiti
  - Roy Wood, brytyjski muzyk, wokalista, kompozytor, członek zespołów: The Move i Electric Light Orchestra
- 1947:
  - Michaił Barsukow, rosyjski generał porucznik, dyrektor FSB
  - Kinga Göncz, węgierska polityk
  - Göran Hagberg, szwedzki piłkarz (zm. 2024)
  - Ruth Hieronymi, niemiecka polityk, eurodeputowana (zm. 2025)
  - Stanisław Michalkiewicz, polski prawnik, dziennikarz, publicysta, wykładowca akademicki, polityk
  - Edward Ochmański, polski matematyk, wykładowca akademicki (zm. 2018)
  - Tada’aki Otaka, japoński dyrygent
  - Minnie Riperton, amerykańska piosenkarka (zm. 1979)
- 1948:
  - Gyula Deák, węgierski wokalista bluesowy
  - Fred Newhouse, amerykański lekkoatleta, sprinter (zm. 2025)
  - Stanisław Olszewski, polski motocyklista wyścigowy (zm. 2015)
  - Włodzimierz Szomański, polski muzyk, wokalista, kompozytor, pedagog, lider zespołu Spirituals Singers Band (zm. 2014)
  - Wołodymyr Weremiejew, ukraiński piłkarz, trener
  - Jusup Wilkosz, niemiecki kulturysta (zm. 2019)
- 1949:
  - Joanna Grobel-Proszowska, polska polityk, poseł na Sejm RP
  - Bonnie Raitt, amerykańska piosenkarka, gitarzystka
  - Eduardo Ramos, meksykański piłkarz, trener
- 1950:
  - Mary Hart, amerykańska osobowość telewizyjna
  - Leonard Krasulski, polski polityk, poseł na Sejm RP
- 1951:
  - Herson Capri, brazylijski aktor, reżyser i producent filmowy
  - Lech Dziewulski, polski artysta plastyk, projektant, działacz opozycji antykomunistycznej
  - Lech Grobelny, polski przedsiębiorca (zm. 2007)
  - Sándor Gujdár, węgierski piłkarz, bramkarz
  - Wiesław Korek, polski piłkarz, trener
  - François Petit, francuski zawodnik sztuk walki, aktor
  - Andrzej Sobkowiak, polski chemik, wykładowca akademicki
  - Péter Török, węgierski piłkarz (zm. 1987)
  - Nigel West, brytyjski pisarz, polityk
  - Win Myint, birmański polityk, prezydent Birmy
- 1952:
  - Jan Raas, holenderski kolarz szosowy i torowy
  - Steven Raica, amerykański duchowny katolicki, biskup Gaylord
  - Maria Szeliga, polska łuczniczka
  - Alfre Woodard, amerykańska aktorka
- 1953:
  - Jorgos Firos, grecki piłkarz, trener
  - John Musker, amerykański reżyser filmów animowanych
  - Dominik W. Rettinger, polski reżyser i scenarzysta filmowy, pisarz
- 1954:
  - Andrzej Czerwiński, polski samorządowiec, polityk, prezydent Nowego Sącza, poseł na Sejm RP, minister skarbu państwa
  - Aristides Gomes, polityk z Gwinei Bissau, premier
  - Kazuo Ishiguro, brytyjski pisarz pochodzenia japońskiego, laureat Nagrody Nobla
  - Rickie Lee Jones, amerykańska piosenkarka, autorka tekstów
  - Bill Joy, amerykański programista komputerowy
  - Jadwiga Teresa Stępień, polska śpiewaczka operowa (mezzosopran)
  - Maria Zmarz-Koczanowicz, polska reżyserka i scenarzystka filmowa
- 1955:
  - Patricia Barber, amerykańska wokalistka i pianistka jazzowa
  - Dag Hartelius, szwedzki dyplomata
  - Jacques N’Guea, kameruński piłkarz (zm. 2022)
- 1956:
  - Supjan Abdułłajew, czeczeński polityk, partyzant (zm. 2011)
  - Mari Boine, norwesko-saamska piosenkarka
  - Richard Curtis, brytyjski reżyser, scenarzysta i producent filmowy
  - Ignacio Ducasse, chilijski duchowny katolicki, biskup Valdivii
  - Anna Maria Skolarczyk, polska pływaczka, olimpijka
- 1957:
  - Joseph Bagobiri, nigeryjski duchowny katolicki, biskup Kafanchan (zm. 2018)
  - Jane Colebrook, brytyjska lekkoatleta, sprinterka i biegaczka średniodystansowa
  - Alan Curbishley, angielski piłkarz, trener
  - Tim Shaw, amerykański pływak, piłkarz wodny
  - Pearl Thompson, brytyjski gitarzysta, członek zespołu The Cure
  - Jan Zubowski, polski nauczyciel, samorządowiec, poseł na Sejm RP
- 1958:
  - Gerolf Annemans, belgijski i flamandzki polityk
  - Carolyn Becker, amerykańska siatkarka
  - Gerald Mortag, niemiecki kolarz szosowy i torowy (zm. 2023)
- 1959:
  - Greg Burke, amerykański dziennikarz
  - Ferdinand Grapperhaus, holenderski prawnik, wykładowca akademicki, polityk
  - Caroline Knapp, amerykańska dziennikarka, pisarka (zm. 2002)
  - Selçuk Yula, turecki piłkarz (zm. 2013)
- 1960:
  - Elizabeth Avellan, amerykańska producentka filmowa
  - Guriasz (Fiodorow), rosyjski biskup prawosławny
  - Dragan Kanatłarowski, macedoński piłkarz
  - Oleg Mieńszykow, rosyjski aktor
  - Mikael Nyqvist, szwedzki aktor (zm. 2017)
  - Marián Radošovský, słowacki agronom, samorządowiec, polityk
  - Jerzy Szyłak, polski naukowiec, scenarzysta komiksowy
  - Marian Zagórny, polski rolnik, związkowiec (zm. 2016)
- 1961:
  - Islom Axmedov, uzbecki piłkarz, trener
  - Martin Ďurinda, słowacki wokalista, gitarzysta, kompozytor, członek zespołu Tublatanka
  - Seán Haughey, irlandzki polityk
  - Alexis Mendoza, kolumbijski piłkarz, trener
  - Mauro Numa, włoski florecista
  - Anna Poppek, polska dziennikarka, publicystka (zm. 2013)
  - Tadeusz Świątek, polski piłkarz
- 1962:
  - Adam Abramek, polski kompozytor, producent muzyczny, multiinstrumentalista
  - Roman Polko, polski generał dywizji
  - Carsten Sänger, niemiecki piłkarz, trener
  - Arūnas Spraunius, litewski poeta, prozaik, eseista, dziennikarz
- 1963:
  - Hugo Pérez, amerykański piłkarz pochodzenia salwadorskiego
  - Florian Vlashi, albański kompozytor, dyrygent, skrzypek
- 1964:
  - Antoine Clamaran, francuski muzyk, didżej
  - Hilde Gjermundshaug Pedersen, norweska biegaczka narciarska i na orientację
- 1965:
  - Craig Chester, amerykański aktor, reżyser i scenarzysta filmowy
  - Mini Jakobsen, norweski piłkarz
  - Václav Kahuda, czeski pisarz (zm. 2023)
  - Jędrzej Kodymowski, polski muzyk, wokalista, kompozytor, członek zespołu Apteka
  - Robert Tappan Morris, amerykański informatyk
- 1966:
  - Ronnie Correy, amerykański żużlowiec
  - Mike Matarazzo, amerykański kulturysta (zm. 2014)
  - Maciej Pisarek, polski reżyser i scenarzysta filmowy
  - Gordon Ramsay, szkocki kucharz, restaurator, autor książek kucharskich
  - Jan (Rudenko), rosyjski biskup prawosławny
- 1967:
  - José Fortunato Álvarez Valdéz, meksykański duchowny katolicki, biskup Gómez Palacio (zm. 2018)
  - José Caminero, hiszpański piłkarz
  - Kamar de los Reyes, portorykański aktor, tancerz (zm. 2023)
  - Courtney Thorne-Smith, amerykańska aktorka
- 1968:
  - Artur Baghdasarian, ormiański polityk
  - Maciej Eckardt, polski publicysta, polityk, wicemarszałek województwa kujawsko-pomorskiego
  - Waldemar Kryger, polski piłkarz
  - Andrzej Pitrus, polski socjolog, filmoznawca, profesor nauk humanistycznych (zm. 2025)
  - Sergio Porrini, włoski polityk
  - Parker Posey, amerykańska aktorka
  - Marlena Makiel-Hędrzak, polska malarka, rysowniczka (zm. 2019)
- 1969:
  - Giuliano Taviani, włoski kompozytor muzyki filmowej
  - Boris Terral, francuski aktor
- 1970:
  - Tom Anderson, amerykański przedsiębiorca
  - Kim Tae-young, południowokoreański piłkarz
  - Diana King, jamajska wokalistka
  - Johann Mühlegg, niemiecko-hiszpański biegacz narciarski
  - José Porras, kostarykański piłkarz, bramkarz
  - Péter Zilahy, węgierski prozaik, poeta, dziennikarz fotograf
- 1971:
  - Sami Repo, fiński biegacz narciarski
  - Karin Rodrigues, brazylijska siatkarka
  - Filip Świtała, polski prawnik, urzędnik państwowy
  - Tech N9ne, amerykański raper
- 1972:
  - Stanisław Bukowiec, polski dziennikarz, wydawca, działacz społeczny, samorządowiec, polityk, poseł na Sejm RP
  - Carina Christensen, duńska polityk
  - David Israel De la Torre Altamirano, ekwadorski duchowny katolicki, biskup pomocniczy Quito
  - Ben Hull, brytyjski aktor, prezenter telewizyjny
  - Aksel V. Johannesen, farerski polityk, premier Wysp Owczych
  - Gretchen Mol, amerykańska aktorka
  - Jerzy Paul, polski samorządowiec, polityk, burmistrz miasta i gminy Nowa Sarzyna, poseł na Sejm RP
  - Krzysztof Zioła, polski hokeista (zm. 2015)
- 1973:
  - Adler Capelli, włoski kolarz torowy
  - František Kaberle, czeski hokeista
  - Dennis Lota, zambijski piłkarz (zm. 2014)
- 1974:
  - Penelope Heyns, południowoafrykańska pływaczka
  - Raymond Kvisvik, norweski piłkarz
  - Brandon Mull, amerykański pisarz fantasy
  - Matthew Rhys, walijski aktor
  - Rachid Rokki, marokański piłkarz
  - Tomasz Świątkiewicz, polski żużlowiec
  - Todor Todorow, bułgarski szachista
- 1975:
  - Dawit Gwaramadze, gruziński piłkarz, bramkarz
  - Francia Jackson, dominikańska siatkarka
  - Brevin Knight, amerykański koszykarz
  - José Manuel Pinto, hiszpański piłkarz, bramkarz
  - Tara Reid, amerykańska aktorka
  - Kenji Sakaguchi, japoński aktor
- 1976:
  - Brett Lee, australijski krykiecista
  - Jawhar Mnari, tunezyjski piłkarz
  - Li’or Narkis, izraelski piosenkarz
- 1977:
  - Jusuf Abdusalomow, tadżycki zapaśnik
  - Craig Joubert, południowoafrykański sędzia rugby union
  - Aleksandra Saraceń, polska pięcioboistka nowoczesna
  - Zachari Sirakow, bułgarski piłkarz
- 1978:
  - Jennifer Banko, amerykańska aktorka
  - Ewa Cabajewska, polska siatkarka
  - Tim de Cler, holenderski piłkarz
  - Nate Holland, amerykański snowboardzista
  - Ali Karimi, irański piłkarz
  - Shyne, belizeńsko-amerykańsko-izraelski raper
- 1979:
  - Luke Campbell, australijski siatkarz
  - Salvatore Cascio, włoski aktor
  - Johannes Hindjou, namibijski piłkarz
  - Aaron Hughes, północnoirlandzki piłkarz
  - Corinne Maîtrejean, francuska florecistka, trenerka
  - Dania Ramirez, dominikańsko-amerykańska aktorka
  - Vladimir Shishelov, uzbecki piłkarz pochodzenia rosyjskiego
  - Michał Staszczak, polski rzeźbiarz
- 1980:
  - Roman Archipow, rosyjski siatkarz
  - Sebastián Battaglia, argentyński piłkarz
  - Joanna Drozda, polska aktorka
  - Luís Fabiano, brazylijski piłkarz
  - Julián García-Torres, hiszpański siatkarz
  - Mohamed Gholam, katarski piłkarz
  - Juan José Gómez, salwadorski piłkarz, bramkarz
  - Diomansy Kamara, senegalski piłkarz
  - Máximo, meksykański luchador
  - Hilarion (Procyk), ukraiński biskup prawosławny
- 1981:
  - Jéssica Augusto, portugalska lekkoatletka, biegaczka przełajowa i długodystansowa
  - Joe Cole, angielski piłkarz
  - Hans, polski raper, wokalista, autor tekstów, producent muzyczny, współzałożyciel zespołu Pięć Dwa
  - Mariusz Kałamaga, polski artysta kabaretowy, prezenter telewizyjny, członek kabaretu Łowcy.B
  - Arne Niemeyer, niemiecki piłkarz ręczny
  - Azura Skye, amerykańska aktorka
- 1982:
  - Zsuzsanna Francia, amerykańska wioślarka pochodzenia węgierskiego
  - Mika Kallio, fiński motocyklista wyścigowy
  - Mélanie Melfort, francuska lekkoatleta, skoczkini wzwyż
  - Rodrigo Romero, paragwajski piłkarz
- 1983:
  - Karolina Chlewińska, polska florecistka
  - Justyna Mospinek, polska łuczniczka
  - Pawieł Pogriebniak, rosyjski piłkarz
  - Chris Rankin, brytyjski aktor
  - Anna Maria Staśkiewicz, polska skrzypaczka
  - Sandra Sysojeva, litewska amazonka, reprezentantka Polski
  - Blanka Vlašić, chorwacka lekkoatletka, skoczkini wzwyż
- 1984:
  - Martyna Bierońska, polska zawodniczka sportów walki
  - Lamine Diaby, iworyjsko-senegalski piłkarz
  - Phinda Dlamini, suazyjski piłkarz
  - Leszek Lorent, polski perkusista, doktor sztuki muzycznej, wykładowca akademicki
  - Daynellis Montejo, kubańska taekwondzistka
  - Patricia Polifka, niemiecka bobsleistka
  - Nadja Schaus, niemiecka siatkarka
- 1985:
  - Magda Apanowicz, kanadyjska aktorka pochodzenia polskiego
  - Darwin Barney, amerykański baseballista
  - Leticia Boscacci, argentyńska siatkarka
  - Jack Osbourne, brytyjski celebryta
  - Akselis Vairogs, łotewski koszykarz
- 1986:
  - Patricia Mayr-Achleitner, austriacka tenisistka
  - İlkin Şahbazov, azerski zawodnik taekwondo
  - Aaron Swartz, amerykański programista, działacz polityczny i internetowy pochodzenia żydowskiego (zm. 2013)
- 1987:
  - Edgar Benítez, paragwajski piłkarz
  - Julio César Domínguez, meksykański piłkarz
  - Samantha Droke, amerykańska aktorka
  - Jonathan Gibson, amerykański koszykarz
  - Eduardo Gurbindo, hiszpański piłkarz ręczny
  - Kazuchika Okada, japoński wrestler
- 1988:
  - Yasmani Grandal, amerykański baseballista pochodzenia kubańskiego
  - Jared Kusnitz, amerykański aktor pochodzenia żydowskiego
  - Jessica Lowndes, kanadyjska aktorka, piosenkarka
  - Dan Mori, izraelski piłkarz
  - Adriana Nikołowa, bułgarska szachistka, sędzina szachowa
  - Sven Schipplock, niemiecki piłkarz
  - Andrejs Šeļakovs, łotewski koszykarz
- 1989:
  - Paulina Peret, polska siatkarka
  - Nikos Polichronidis, niemiecko-grecki skoczek narciarski
  - Morgan Schneiderlin, francuski piłkarz
  - Giancarlo Stanton, amerykański baseballista
  - Adam White, australijski siatkarz
- 1990:
  - Hanna Fogelström, szwedzka piłkarka ręczna
  - Eliot Halverson, amerykański łyżwiarz figurowy
  - Sacha Jones, nowozelandzka tenisistka pochodzenia australijskiego
  - Marta Różańska-Bocek, polska pisarka, poetka
  - SZA, amerykańska piosenkarka, autorka tekstów
- 1991:
  - Riker Lynch, amerykański aktor, piosenkarz, muzyk, kompozytor
  - Samantha Shannon, brytyjska pisarka
- 1992:
  - Filip Arežina, bośniacki piłkarz
  - Cristina Iovu, mołdawska sztangistka
  - Jean-Maxime Ndongo, piłkarz z Gwinei Równikowej
  - Yamila Santas, kubańska siatkarka
- 1993:
  - Kevin Giovesi, włoski kierowca wyścigowy
  - Maryna Iwaszczanka, białoruska koszykarka
  - Sinead Jack-Kısal, trynidadzko-tobagijska siatkarka
  - Przemysław Karnowski, polski koszykarz
- 1994:
  - Emir Ahmedović, bośniacki koszykarz
  - Dória, brazylijski piłkarz
  - Lucy Hatton, brytyjska lekkoatletka, płotkarka
  - Philipp Horn, niemiecki biathlonista
  - Jovan Novak, serbski koszykarz
  - Leart Paqarada, kosowski piłkarz
  - Isaac Portillo, salwadorski piłkarz
  - Ramkumar Ramanathan, indyjski tenisista
  - Wiktorija Tkaczuk, ukraińska lekkoatletka, sprinterka i płotkarka
- 1995:
  - Konrad Budek, polski piłkarz
  - Imed Kaddidi, tunezyjski zapaśnik
  - Nikołaj Ochłopkow, rosyjski i rumuński zapaśnik
  - Joe O’Connor, angielski snookerzysta
  - Ado Onaiwu, japoński piłkarz
  - Xan de Waard, holenderska hokeistka na trawie
- 1996:
  - David Aubry, francuski pływak długodystansowy
  - Gverilla, polski piosenkarz, autor tekstów
  - Wiktoria Johansson, szwedzka piosenkarka, autorka tekstów
  - Ryōyū Kobayashi, japoński skoczek narciarski
  - Gustavo Sangaré, burkiński piłkarz
  - Nadieżda Sokołowa, rosyjska zapaśniczka
  - Jens Stage, duński piłkarz
  - Andżelika Wójcik, polska łyżwiarka szybka
- 1997:
  - Christian Maghoma, kongijski piłkarz
  - Akram Tawfik, egipski piłkarz
- 1998:
  - Leonardo Fernández, urugwajski piłkarz
  - Alica Schmidt, niemiecka lekkoatletka, sprinterka
- 1999:
  - Miguel Ajú, kostarykański piłkarz
  - Frederik Alves, duński piłkarz pochodzenia brazylijskiego
  - Isaac Bonga, niemiecki koszykarz pochodzenia kongijskiego
  - Leon Heinschke, niemiecki kolarz szosowy i torowy.
- 2000:
  - Xochitl Mota-Pettis, amerykańska zapaśniczka
  - S10, holenderska piosenkarka, raperka, autorka tekstów
  - Anastasija Skopcowa, rosyjska łyżwiarka figurowa
  - Jasmine Thompson, brytyjska piosenkarka, autorka piosenek
  - David Zima, czeski piłkarz
- 2001:
  - Dmytro Kotowski, ukraiński narciarz dowolny
  - Johannes Lamparter, austriacki kombinator norweski
  - Jiří Lehečka, czeski tenisista
  - Ibrahima Keita, mauretański piłkarz pochodzenia malijskiego
  - Marcus Worren, norweski zapaśnik
- 2002 – Bryce McGowens, amerykański koszykarz
- 2003 – Ludwika Windsor, członkini brytyjskiej rodziny królewskiej
- 2004:
  - Anton Kazakow, ukraiński snookerzysta
  - Ronald Lima, brazylijski judoka

## Zmarli
- 397 – Marcin z Tours, biskup Tours, apostoł Galii, święty (ur. 316/17)
- 618 – Adeodat I, papież (ur. ?)
- 1067 – Sancha z Leónu, królowa Kastylii i Leónu (ur. ok. 1018)
- 1115 – Godfryd z Amiens, francuski duchowny katolicki, biskup Amiens, święty (ur. ok. 1065)
- 1195 – (lub 9 listopada) Konrad Hohenstauf, palatyn reński (ur. 1136)
- 1226 – Ludwik VIII Lew, król Francji (ur. 1187)
- 1261 – (lub 26 czerwca) Albrecht I Askańczyk, książę Saksonii, arcymarszałek i elektor Rzeszy (ur. ok. 1175)
- 1282 – Wilhelm I z Nysy, polski duchowny katolicki, biskup lubuski (ur. ?)
- 1308 – Jan Duns Szkot, szkocki franciszkanin, teolog, filozof (ur. 1266)
- 1325 – Wisław III, książę rugijski (ur. 1265 lub 68)
- 1365 – Niccolò Acciaiuoli, baron Koryntu (ur. 1310)
- 1471 – Ludwik II Szczery, książę Dolnej Hesji (ur. 1438)
- 1478 – Beyde Marjam I, cesarz Etiopii (ur. 1448)
- 1494 – Melozzo da Forlì, włoski malarz (ur. ok. 1438)
- 1517 – Francisco Jiménez de Cisneros, hiszpański duchowny katolicki, franciszkanin, arcybiskup Toledo, kardynał (ur. 1436)
- 1527 – Hieronymus Emser, niemiecki duchowny i teolog katolicki, wykładowca akademicki (ur. 1477)
- 1531 – Małgorzata, księżniczka toszecka, ksieni klarysek (ur. 1467/1468)
- 1539 – Adrian Żakowski, polski duchowny katolicki, biskup pomocniczy poznański (ur. ?)
- 1581 – Gabriel Bekiesz, węgierski dowódca wojskowy w służbie polskiej (ur. ?)
- 1582 – Stanisław Broniowski, polski szlachcic, wojskowy, polityk, dyplomata (ur. 1507)
- 1599 – Francisco Guerrero, hiszpański kompozytor (ur. 1528)
- 1600 – Natsuka Masaie, japoński władca ziemski (ur. 1562)
- 1605 – Thomas Percy, angielski polityk (ur. ok. 1560)
- 1633 – Xu Guangqi, chiński matematyk, astronom, tłumacz, konwertyta, Sługa Boży (ur. 1562)
- 1636 – Johannes Messenius, szwedzki dramatopisarz, historyk (ur. 1579)
- 1658 – Witte de With, holenderski admirał (ur. 1599)
- 1672 – Krystian Kalkstein, polski pułkownik pochodzenia pruskiego (ur. ok. 1630)
- 1674 – John Milton, angielski poeta, prozaik, polityk (ur. 1608)
- 1719 – Michel Rolle, francuski matematyk (ur. 1652)
- 1725 – Marquard Ludwig von Printzen, pruski dyplomata, polityk (ur. 1675)
- 1745 – Maria Krucyfiksa Satellico, włoska klaryska, błogosławiona (ur. 1706)
- 1748 – Christoph Heinrich von Leipziger, saski arystokrata (ur. 1678)
- 1793 – Madame Roland, francuska rewolucjonistka (ur. 1754)
- 1806 – Konstancja Benisławska, polska poetka (ur. 1747)
- 1807 – Daredżan Dadiani, królowa Kartlii i Kachetii (ur. 1738)
- 1817 – Andrea Appiani, włoski malarz (ur. 1754)
- 1818 – Louis Sébastien Trédern de Lézérec, estoński lekarz, embriolog pochodzenia bretońskiego (ur. 1780)
- 1827 – Caleb Baldwin, brytyjski bokser (ur. 1769)
- 1828 – Thomas Bewick, brytyjski ornitolog, drzeworytnik, ilustrator (ur. 1753)
- 1830:
  - Franciszek I Burbon, król Obojga Sycylii (ur. 1777)
  - Franz Kratter, niemiecki pisarz, scenograf (ur. 1758)
- 1840:
  - Jan Chrzciciel Cỏn, wietnamski męczennik, święty (ur. ok. 1805)
  - Józef Nguyễn Đình Nghi, wietnamski duchowny katolicki, męczennik, święty (ur. ok. 1793)
  - Paweł Nguyễn Ngân, wietnamski duchowny katolicki, męczennik, święty (ur. ok. 1771 lub 90)
  - Marcin Tạ Đức Thịnh, wietnamski duchowny katolicki, męczennik, święty (ur. ok. 1760)
  - Marcin Thọ, wietnamski męczennik, święty (ur. ok. 1787)
- 1850 – Franciszek Ogrodowicz, polski szlachcic, prawnik, polityk (ur. 1777)
- 1856 – Étienne Cabet, francuski teoretyk socjalizmu utopijnego, uczestnik ruchu karbonarskiego (ur. 1788)
- 1859 – Henryk XX, książę Reuss–Greiz (linii starszej) (ur. 1794)
- 1862 – Paweł Felkner, rosyjski inspektor szkolny, rusyfikator, naczelnik III Oddziału Kancelarii Osobistej Jego Cesarskiej Mości (ur. 1810)
- 1868 – John Mercer Johnson, kanadyjski prawnik, polityk (ur. 1818)
- 1869 – Zofia Węgierska, polska pisarka, felietonistka (ur. 1822)
- 1873 – Manuel Bretón de los Herreros, hiszpański dramatopisarz (ur. 1796)
- 1876:
  - Maria Wiktoria del Pozzo della Cisterna, królowa Hiszpanii (ur. 1847)
  - Antonio Tamburini, włoski śpiewak operowy (baryton) (ur. 1800)
- 1877:
  - Karol Beyer, polski fotograf, numizmatyk, historyk sztuki (ur. 1818)
  - Amelia Augusta Wittelsbach, księżniczka bawarska, królowa Saksonii (ur. 1801)
- 1879 – Jan Baranowski, polski astronom, przyrodnik, encyklopedysta, tłumacz, wydawca (ur. 1800)
- 1885 – Leon Hieronim Radziwiłł, polski ziemianin, generał w służbie rosyjskiej (ur. 1808)
- 1887 – Doc Holliday, amerykański rewolwerowiec (ur. 1851)
- 1888 – Fryderyk Osterloff, polski entomolog (ur. 1822)
- 1890:
  - César Franck, francuski kompozytor, organista (ur. 1822)
  - Karl von Vogelsang, austriacki polityk, publicysta katolicki (ur. 1818)
- 1893 – Francis Parkman, amerykański historyk (ur. 1823)
- 1900 – Jan Trejdosiewicz, polski geolog, wykładowca akademicki (ur. 1834)
- 1901 – Mary Ann Bickerdyke, amerykańska pielęgniarka (ur. 1817)
- 1902:
  - Felix Campbell, amerykański polityk (ur. 1829)
  - Kamila Stefańska, polska tancerka, baronowa niemiecka (ur. ?)
- 1903 – Wasilij Dokuczajew, rosyjski geolog, gleboznawca, wykładowca akademicki (ur. 1846)
- 1905:
  - Wiktor Borisow-Musatow, rosyjski malarz (ur. 1870)
  - William Trost Richards, amerykański malarz (ur. 1833)
- 1908 – Victorien Sardou, francuski dramaturg (ur. 1831)
- 1909 – Charles Bordes, francuski kompozytor, dyrygent chóralny (ur. 1863)
- 1910 – Ignatz Hakuba, niemiecki przemysłowiec, samorządowiec, działacz społeczny, filantrop (ur. 1841)
- 1915 – Szczepan Łańcucki, polski plutonowy Legionów Polskich (ur. 1893)
- 1916 – Stanisław Tomasiewicz, polski podporucznik Legionów Polskich (ur. 1893)
- 1917 – Adolph Wagner, niemiecki ekonomista, wykładowca akademicki, polityk (ur. 1835)
- 1918:
  - Hans Heinrich Georg Queckenstedt, niemiecki neurolog (ur. 1876)
  - Olga Rozanowa, rosyjska malarka, poetka, teoretyk sztuki (ur. 1886)
- 1919 – Fritz Anders, niemiecki pilot wojskowy, as myśliwski (ur. 1889)
- 1920 – Szymon An-ski, żydowski pisarz, publicysta, folklorysta (ur. 1863)
- 1921 – Pavol Országh Hviezdoslav, słowacki poeta, dramaturg, tłumacz, polityk (ur. 1849)
- 1923 – Alfhild Agrell, szwedzka pisarka, dramaturg (ur. 1849)
- 1924 – Siergiej Lapunow, rosyjski kompozytor, dyrygent, pianista (ur. 1859)
- 1925 – Reinhard von Scheffer-Boyadel, niemiecki generał piechoty (ur. 1851)
- 1926 – Roman Kajetan Ingarden, polski inżynier hydrotechnik, wykładowca akademicki (ur. 1852)
- 1927 – Arnold Hasselblatt, niemiecki dziennikarz, historyk (ur. 1852)
- 1931:
  - Hans Hedlund, szwedzki architekt, wykładowca akademicki (ur. 1855)
  - Otto Knoop, niemiecki etnograf, wykładowca akademicki (ur. 1853)
  - Zygmunt Marek, polski adwokat, polityk, wicemarszałek Sejmu RP (ur. 1872)
- 1933:
  - Vittorio Matteo Corcos, włoski malarz (ur. 1859)
  - Mohammad Nader Szah, król Afganistanu (ur. 1880)
  - Henri Smulders, holenderski żeglarz sportowy (ur. 1863)
- 1934:
  - James Mark Baldwin, amerykański filozof, psycholog (ur. 1861)
  - Carlos Chagas, brazylijski lekarz, parazytolog (ur. 1879)
  - Əlimərdan bəy Topçubaşov, azerski polityk (ur. 1863)
- 1935:
  - Elisabeth Förster-Nietzsche, Niemka, siostra Friedricha (ur. 1846)
  - Jerzy (Letić), serbski biskup prawosławny (ur. 1872)
  - Paolo Orsi, włoski archeolog, muzealnik, wykładowca akademicki, polityk (ur. 1859)
  - Christo Sławejkow, bułgarski prawnik, polityk (ur. 1862)
- 1936 – Jan Rosen, polski malarz (ur. 1854)
- 1939 – Teofil Bochentyn, polski kapral (ur. 1913)
- 1941:
  - Chusien Andruchajew, radziecki politruk, poeta, dziennikarz (ur. 1920)
  - Gaetano Mosca, włoski prawnik, historyk, socjolog, politolog, wykładowca akademicki (ur. 1858)
  - Franciszek Surma, polski porucznik pilot, as myśliwski (ur. 1916)
- 1942:
  - Edward Puchalski, polski reżyser i scenarzysta filmowy (ur. 1874)
  - Helene Richter, austriacka filolog angielska, pisarka, teatrolog, literaturoznawczyni pochodzenia żydowskiego (ur. 1861)
  - Stanisław Silberstein, polski przemysłowiec, kupiec, działacz gospodarczy, społeczny, oświatowy i polityczny, filantrop pochodzenia żydowskiego (ur. 1869)
- 1944:
  - André Abegglen, szwajcarski piłkarz (ur. 1909)
  - Walter Nowotny, niemiecki pilot wojskowy, as myśliwski (ur. 1920)
  - Maria Weryho, polska pedagog, pisarka (ur. 1858)
- 1945:
  - Alexandre Cingria, szwajcarski malarz, dekorator, pisarz, publicysta (ur. 1879)
  - August von Mackensen, niemiecki feldmarszałek (ur. 1849)
- 1946 – Wiktor Gawroński, polski generał dywizji, inżynier (ur. 1863)
- 1947:
  - Rudolf Malysz, niemiecki funkcjonariusz i zbrodniarz nazistowski (ur. 1905)
  - Stefan Modzelewski, polski malarz (ur. 1889)
  - Constantin Sănătescu, rumuński generał, polityk, premier Rumunii (ur. 1885)
  - Franciszek Tomsa-Zapolski, polski pułkownik dyplomowany piechoty (ur. 1891)
- 1948 – Borys (Razumow), bułgarski biskup prawosławny (ur. 1888)
- 1949 – Cyriel Verschaeve, belgijski duchowny katolicki, teolog, poeta, filozof, historyk sztuki, nacjonalista flamandzki, kolaborant (ur. 1874)
- 1950 – Franciszek Juszczyk, polski duchowny katolicki, kapelan wojskowy (ur. 1890)
- 1951:
  - Gino Fano, włoski matematyk, wykładowca akademicki pochodzenia żydowskiego (ur. 1871)
  - Harold Innis, kanadyjski ekonomista, wykładowca akademicki (ur. 1884)
- 1953:
  - Iwan Bunin, rosyjski poeta, nowelista, laureat Nagrody Nobla (ur. 1870)
  - John van Melle, południowoafrykański pisarz (ur. 1887)
  - Iwan Smorodinow, radziecki generał pułkownik (ur. 1894)
- 1954:
  - Víctor Borja, meksykański koszykarz (ur. 1912)
  - Michał Broszko, polski inżynier elektryk, hydromechanik, wykładowca akademicki (ur. 1880)
- 1955 – Jewgienij Gruszko, radziecki funkcjonariusz służb specjalnych (ur. 1894)
- 1957 – Xawery Glinka, polski prozaik, poeta, dyplomata, działacz emigracyjny (ur. 1890)
- 1958:
  - Emil Asmus, niemiecki architekt (ur. 1872)
  - Józef Gieysztor, polski ekonomista, przyrodnik, wykładowca akademicki (ur. 1865)
- 1959:
  - Heleno de Freitas, brazylijski piłkarz (ur. 1920)
  - Władysław Staszewski, polski aktor (ur. 1905)
- 1962:
  - Mordechaj Nurok, łotewsko-izraelski rabin, polityk (ur. 1884)
  - Jack Reynolds, angielski piłkarz, trener (ur. 1881)
- 1963:
  - Aleksandr Samojło, radziecki generał porucznik (ur. 1869)
  - Stanisław Wolicki, polski malarz, aktor, reżyser teatralny, działacz socjalistyczny, polityk, poseł na Sejm RP (ur. 1892)
- 1965:
  - George Hall, brytyjski arystokrata, polityk (ur. 1881)
  - Dorothy Kilgallen, amerykańska dziennikarka (ur. 1913)
  - Stanisław Pietrzyk, polski podpułkownik piechoty (ur. 1895)
  - Marcin Weinfeld, polski architekt (ur. 1884)
- 1968:
  - Wendell Corey, amerykański aktor, polityk (ur. 1914)
  - Kiriłł Szczołkin, radziecki fizyk (ur. 1911)
- 1969:
  - Arthur Hedley, brytyjski muzykolog (ur. 1905)
  - Józef Leś, polski rolnik, polityk, poseł Sejm Ustawodawczy (ur. 1900)
  - Harry Mallin, brytyjski bokser (ur. 1892)
  - Dave O’Brien, amerykański aktor, reżyser i scenarzysta filmowy (ur. 1912)
  - Vesto Slipher, amerykański astronom (ur. 1875)
- 1970 – Napoleon Hill, amerykański pisarz (ur. 1883)
- 1971:
  - Andrzej Buzek, polski duchowny luterański, historyk, publicysta (ur. 1885)
  - Hans Degen, niemiecki generał (ur. 1899)
- 1974:
  - Max Band, litewski malarz, rzeźbiarz pochodzenia żydowskiego (ur. 1900)
  - Wolf Messing, polsko-radziecki jasnowidz pochodzenia żydowskiego (ur. 1899)
- 1975:
  - Stanisław Błaszkowiak, polski specjalista budowy mostów, wykładowca akademicki (ur. 1893)
  - Aleksander Cesarski, polski generał brygady (ur. 1921)
  - Ester Wilenska, izraelska dziennikarka, polityk (ur. 1918)
- 1976:
  - Gottfried von Cramm, niemiecki tenisista (ur. 1909)
  - Giorgio Ferrini, włoski piłkarz (ur. 1939)
  - Piotr Goriemykin, radziecki polityk (ur. 1902)
  - Teodor Kopcewicz, polski geofizyk, wykładowca akademicki (ur. 1910)
  - Armas Taipale, fiński lekkoatleta, dyskobol (ur. 1890)
- 1977:
  - Henri Ey, francuski psychiatra, filozof (ur. 1900)
  - Bucky Harris, amerykański baseballista (ur. 1896)
  - Aleksiej Łukowiec, radziecki polityk, dziennikarz (ur. 1921)
  - Jewgienij Szapowałow, radziecki generał major (ur. 1904)
- 1978:
  - Cor Luiten, holenderski piłkarz (ur. 1929)
  - Norman Rockwell, amerykański malarz, ilustrator (ur. 1894)
- 1979:
  - Rudolf Rominger, szwajcarski narciarz alpejski (ur. 1908)
  - Paweł Zołotow, polsko-rosyjski pilot wojskowy i cywilny, rekonstruktor zabytkowych samolotów (ur. 1892)
- 1980:
  - Claudio Bincaz, argentyński piłkarz, rugbysta, żeglarz sportowy (ur. 1897)
  - Sherman Clark, amerykański wioślarz (ur. 1899)
  - Andrzej Kunachowicz, polski pułkownik dyplomowany kawalerii (ur. 1895)
  - Lew Rar, rosyjski emigracyjny działacz polityczny, publicysta i wydawca, oficer Rosyjskiej Armii Wyzwoleńczej (ur. 1913)
  - Octavio Troianescu, rumuński szachista (ur. 1914)
- 1981:
  - Ladislaus Boros, węgierski jezuita, teolog (ur. 1927)
  - Franciszek Uhorczak, polski geograf, kartograf, wykładowca akademicki (ur. 1902)
- 1982:
  - Stanisław Twardo, polski inżynier, działacz niepodległościowy, polityk, wojewoda warszawski (ur. 1883)
  - Gerard Wodarz, polski piłkarz (ur. 1913)
- 1983:
  - Nachman Blumental, polsko-izraelski historyk (ur. 1905)
  - Mordechaj Kaplan, amerykański reformator judaizmu pochodzenia żydowskiego (ur. 1881)
  - Stefan Kopeć, polski działacz ludowy, polityk, poseł na Sejm PRL (ur. 1912)
  - Betty Nuthall, brytyjska tenisistka (ur. 1911)
- 1984:
  - Ciriaco Errasti, hiszpański piłkarz (ur. 1904)
  - Mikołaj Rostworowski, polski poeta, eseista (ur. 1925)
  - Marian Stępień, polski artysta plastyk, rysownik, grafik, architekt wnętrz, scenograf (ur. 1915)
- 1985:
  - Günter Busarello, austriacki zapaśnik (ur. 1960)
  - Nicolas Frantz, luksemburski kolarz szosowy i przełajowy (ur. 1899)
  - Tullio Grassi, szwajcarski piłkarz, trener (ur. 1910)
  - Masten Gregory, amerykański kierowca wyścigowy (ur. 1932)
  - Ryszard Wachowski, polski rzeźbiarz (ur. 1930)
- 1986:
  - Jolanta Manteufflówna, polska wszechstronna lekkoatletka, ginekolog-położnik (ur. 1912)
  - Marian Matłoka, polski kajakarz, trener (ur. 1918)
  - Wiaczesław Mołotow, radziecki polityk, działacz partyjny, przewodniczący Rady Komisarzy Ludowych ZSRR (ur. 1890)
  - Nils Ramm, szwedzki bokser (ur. 1903)
- 1987 – Cecil Matthews, nowozelandzki lekkoatleta, długodystansowiec (ur. 1914)
- 1988:
  - Władysław Grodziński, polski biolog, wykładowca akademicki (ur. 1934)
  - Józef (Iliew), bułgarski biskup prawosławny (ur. 1898)
  - Tadeusz Kożusznik, polski aktor (ur. 1914)
  - Oskar Rohr, niemiecki piłkarz (ur. 1912)
- 1989 – Mary Agnes Yerkes, amerykańska malarka (ur. 1886)
- 1991:
  - Eugenia Błajszczak, polska polityk, poseł na Sejm PRL (ur. 1911)
  - Antoni Dargas, polski publicysta i polityk emigracyjny (ur. 1915)
  - František Husák, czeski aktor (ur. 1936)
  - Andrzej Korczak, polski rolnik, ekonomista, polityk, poseł na Sejm PRL (ur. 1896)
  - Billy Savidan, nowozelandzki lekkoatleta, długodystansowiec (ur. 1902)
- 1992:
  - Kees Broekman, holenderski łyżwiarz szybki (ur. 1927)
  - Jerzy Dąbrowski, polski dziennikarz radiowy, poeta, autor tekstów piosenek, satyryk, bajkopisarz (ur. 1933)
  - Zbigniew Kowalski, polski matematyk, wykładowca akademicki (ur. 1924)
  - Red Mitchell, amerykański kontrabasista jazzowy, kompozytor, poeta, autor tekstów piosenek (ur. 1927)
  - Józef Niespał, polski konstruktor lotniczy, szybownik (ur. 1910)
  - Hanna Skarżanka, polska aktorka (ur. 1917)
- 1993:
  - Andriej Tichonow, rosyjski matematyk, wykładowca akademicki (ur. 1906)
  - Francisco Zuluaga, kolumbijski piłkarz, trener (ur. 1929)
- 1994:
  - Irena Pietrzak-Pawłowska, polska historyk, wykładowczyni akademicka (ur. 1909)
  - Zdeněk Řehoř, czeski aktor (ur. 1920)
  - Lucyna Szafran-Szadkowska, polska archeolog, muzealnik (ur. 1906)
  - Alexander Webster, południowoafrykański bokser (ur. 1933)
- 1995:
  - Siergiej Koboziew, rosyjski bokser (ur. 1964)
  - Fernando Pinto Coelho Bello, portugalski żeglarz sportowy (ur. 1924)
- 1998:
  - John Hunt, brytyjski oficer, wspinacz (ur. 1910)
  - Jean Marais, francuski aktor, reżyser, pisarz (ur. 1913)
- 1999:
  - Lester Bowie, amerykański trębacz jazzowy, kompozytor (ur. 1941)
  - Jurij Małyszew, rosyjski pułkownik lotnictwa, kosmonauta (ur. 1941)
  - Leon Štukelj, słoweński gimnastyk (ur. 1898)
- 2000:
  - Wiesław Ciczkowski, polski pedagog (ur. 1951)
  - Luc Dupanloup, belgijski rysownik komiksowy (ur. 1945)
  - Krzysztof Litwin, polski aktor, grafik, malarz (ur. 1935)
  - Józef Pińkowski, polski polityk, premier PRL (ur. 1929)
  - Józef Rusiecki, polski pedagog (ur. 1947)
- 2001:
  - Metodiusz Bartnik, polski inżynier metalurg, polityk, poseł na Sejm PRL (ur. 1914)
  - Paolo Bertoli, włoski kardynał (ur. 1908)
- 2002:
  - Ryszard Dąbrowski, polski farmaceuta, patofizjolog, wykładowca akademicki (ur. 1934)
  - Alicja Szweykowska, polska botanik, fizjolog, wykładowczyni akademicka (ur. 1926)
  - Jerzy Szweykowski, polski botanik, genetyk,. wykładowca akademicki (ur. 1925)
- 2003:
  - Hava Rexha, albańska superstulatka (ur. 1880)
  - Jan Zieliński, polski generał dywizji (ur. 1925)
- 2004:
  - Bruno Bettinelli, włoski kompozytor (ur. 1913)
  - Lennox Miller, jamajski lekkoatleta, sprinter (ur. 1946)
  - Vito Napoli, włoski dziennikarz, polityk (ur. 1931)
  - Melba Phillips, amerykańska fizyk, wykładowczyni akademicka (ur. 1907)
- 2005 – Sebastian Strzałkowski, polski generał dywizji (ur. 1905)
- 2006:
  - Ludmiła Bułdakowa, rosyjska siatkarka (ur. 1938)
  - Basil Poledouris, amerykański kompozytor pochodzenia greckiego (ur. 1945)
  - Annette Rogers, amerykańska lekkoatletka, sprinterka i skoczkini wzwyż (ur. 1913)
- 2007:
  - Stephen Fumio Hamao, japoński kardynał (ur. 1930)
  - Jan Mitręga, polski polityk, minister górnictwa i energetyki, wicepremier (ur. 1917)
- 2008:
  - Mieczysław Rakowski, polski dziennikarz, polityk, działacz komunistyczny, premier PRL, ostatni I sekretarz KC PZPR (ur. 1926)
  - Régis Genaux, belgijski piłkarz (ur. 1973)
- 2009:
  - Pierre Bottero, francuski pisarz fantasy (ur. 1964)
  - Witalij Ginzburg, rosyjski fizyk pochodzenia żydowskiego, laureat Nagrody Nobla (ur. 1916)
  - Oliver Roome, brytyjski generał, żeglarz (ur. 1921)
- 2010:
  - Lino Cignelli, włoski duchowny katolicki, franciszkanin, biblista, lingwista (ur. 1931)
  - Quintin Dailey, amerykański koszykarz (ur. 1961)
- 2011:
  - Heavy D, amerykański raper (ur. 1967)
  - Walentin Iwanow, rosyjski piłkarz, trener (ur. 1934)
  - Ed Macauley, amerykański koszykarz (ur. 1928)
- 2012:
  - Gerard Gramse, polski lekkoatleta, sprinter (ur. 1944)
  - Pete Namlook, niemiecki kompozytor i wykonawca muzyki elektronicznej (ur. 1960)
- 2013 – Chiyoko Shimakura, japońska aktorka, piosenkarka (ur. 1938)
- 2014:
  - Hannes Hegen, niemiecki ilustrator, karykaturzysta (ur. 1925)
  - Zbigniew Puchalski, polski żeglarz (ur. 1933)
  - Hugo Sánchez Portugal, meksykański piłkarz (ur. 1984)
- 2015:
  - Andriej Eszpaj, rosyjski kompozytor (ur. 1925)
  - Abd al-Karim al-Irjani, jemeński polityk, premier Jemenu (ur. 1934)
- 2016:
  - Ferdynand Solowski, polski aktor, szopkarz (ur. 1922)
  - Ambroży (Szczurow), rosyjski biskup prawosławny (ur. 1930)
  - Umberto Veronesi, włoski onkolog, polityk (ur. 1925)
- 2017:
  - Karin Dor, niemiecka aktorka (ur. 1938)
  - Janusz Kłosiński, polski aktor (ur. 1920)
  - Marian Reszytyło, polski koszykarz (ur. 1945)
  - Josip Weber, chorwacki i belgijski piłkarz (ur. 1964)
- 2018 – Alfons Kupka, polski duchowny katolicki, architekt, poliglota, dziennikarz (ur. 1931)
- 2019:
  - Fred Bongusto, włoski piosenkarz, kompozytor (ur. 1935)
  - Anatolij Krutikow, rosyjski piłkarz (ur. 1933)
  - Stefan Strzałkowski, polski nauczyciel, samorządowiec, polityk, burmistrz Białogardu, poseł na Sejm RP (ur. 1957)
- 2020:
  - Zbigniew Oniszczuk, polski politolog (ur. 1955)
  - Benedito Roberto, angolski duchowny katolicki, arcybiskup Malanje (ur. 1946)
  - Hejdar Szondżani, irański pływak, piłkarz wodny (ur. 1945)
  - Alex Trebek, kanadyjski prezenter telewizyjny (ur. 1940)
  - Andrzej Wawrzyniak, polski marynarz, dyplomata, kolekcjoner, muzealnik (ur. 1931)
- 2021:
  - Ryszard Badowski, polski dziennikarz, pisarz, reporter, publicysta, podróżnik (ur. 1930)
  - Medina Dixon, amerykańska koszykarka (ur. 1962)
  - Willis Forko, liberyjski piłkarz (ur. 1983)
  - Wilhelm Schraml, niemiecki duchowny katolicki, biskup pomocniczy Ratyzbony, biskup diecezjalny Pasawy (ur. 1935)
  - Hubert Skupnik, polski piłkarz (ur. 1940)
- 2022:
  - Mario Conti, brytyjski duchowny katolicki, biskup Aberdeen, arcybiskup metropolita Glasgow pochodzenia włoskiego (ur. 1934)
  - Wiktor Czerkiesow, rosyjski generał pułkownik policji, funkcjonariusz służb specjalnych (ur. 1950)
  - Claes-Göran Hederström, szwedzki piosenkarz (ur. 1945)
  - Dan McCafferty, brytyjski wokalista, członek zespołu Nazareth (ur. 1946)
  - Marie Poledňáková, czeska reżyserka i scenarzystka filmowa i telewizyjna (ur. 1941)
  - Dobrochna Wójcik, polska prawnik, kryminolog, wykładowczyni akademicka (ur. 1931)
  - George Young, amerykański lekkoatleta, długodystansowiec (ur. 1937)
- 2023:
  - Artur Magdziarz, polski artysta fotograf (ur. 1961)
  - Walentina Ponomariowa, rosyjska inżynier, pułkownik lotnictwa, kosmonautka (ur. 1933)
- 2024:
  - Stanisław Chiliński, polski zapaśnik (ur. 1956)
  - Micha’el Etan, izraelski wojskowy, polityk, minister nauki i technologii (ur. 1944)
  - Kazimierz Ferenc, polski architekt, polityk, urzędnik państwowy, wojewoda rzeszowski (ur. 1944)
  - Geneviève Grad, francuska aktorka (ur. 1944)
  - Rachid Mekloufi, algierski piłkarz, trener (ur. 1936)
  - Jerry M. Patterson, amerykański prawnik, polityk, burmistrz Santa Ana (ur. 1934)
  - Piotr, amerykański duchowny prawosławny, arcybiskup Chicago i środkowej Ameryki (ur. 1948)